# Velika Pasica
Velika Pasica je manjša kraška jama z vhodom na pobočju Krima v neposredni bližini vasi Gornji Ig. Širše znana je predvsem v strokovnih krogih po bogati jamski favni, zaradi česar je bil leta 2006 v njej vzpostavljen stalni speleobiološki laboratorij Nacionalnega inštituta za biologijo. Po primerkih iz Velike Pasice je bilo opisanih že več kot deset novih vrst in podvrst jamskih živali, skupno pa so v njej odkrili 22 vodnih in 9 kopenskih vrst nevretenčarjev, prilagojenih na življenje v jamskem okolju. Jama ima zagrajen vhod in za javnost ni odprta.

## Geologija in geografija
Jama leži južno od Ljubljanskega barja na rakitniško-krimski planoti z vhodom na južnem robu vasi Gornji Ig, na nadmorski višini 700 m n. m. V neposredni bližini je jama Mala Pasica, ki je v preteklosti tvorila del istega jamskega sistema, zdaj pa sta jami ločeni zaradi udora stropa med njima. Hidrološko sta povezani, večinoma pa se vanju steka voda le s površja v neposredni bližini.
Velika Pasica je v grobem orientirana v smeri jug–sever z vhodom na dnu 10 m globoke udorne vrtače na skrajnem južnem delu. Skozi prehod se nadaljuje v vhodno dvorano, iz nje pa nato v ovinku proti severu. Tla so naprej od vhodne dvorane razmeroma ravna, z izjemo dveh brezen, globokih 7 in 7,8 m. Stene in tla so delno zasigana, z nekaj kapniki, predvsem »špageti« in kapniškimi stebri. V drugi dvorani se strop dvigne na 7 m in se močno približa površju. Jama je sicer suha, prisotnih je le nekaj manjših curkov vode, ki so izrazitejši ob deževju.

## Rastlinstvo in živalstvo
Območje okrog vhoda porašča dinarski jelovo-bukov gozd, v sami vhodni vrtači pa večja količina listnega opada preprečuje rast rastlin. Previsne stene poraščajo mahovi in praproti, ki jih proti vhodu postopoma zamenjajo alge, nedaleč v notranjosti pa zaradi pomanjkanja svetlobe tudi te ne uspevajo več. V vhodni dvorani so nato prisotne le še glive in kolonije bakterij, medtem ko je dlje v notranjosti flora praktično v celoti odsotna.
Od živali, ki jamo uporabljajo za začasno zatočišče (troglokseni), so netopirji veliki in mali podkovnjaki, kune, gozdne miši in polhi, pa pajki in nočni metulji ter drugi členonožci, ki tu prezimujejo.
Globlje v notranjosti prevladujejo živali, ki so delno (troglofili) ali popolnoma (troglobionti) prilagojeni na življenje v okolju brez svetlobe in s pomanjkanjem hranil. To so predvsem raznovrstni členonožci, kot so jamske kobilice, jamski pajki, paščipalci, dvojnonoge in raki enakonožci, pa tudi jamski polži. V tej skupini so omembe vredni tudi jamski hrošči, ki so najštevilčnejša skupina na tleh in so jih raziskovalci v tej ter sosednjih jamah odkrili že deset vrst. Od vodnih jamskih živali v večjih in manjših lužah v notranjosti prevladujejo raki ceponožci in dvoklopniki, skupno kar 37 vrst, kar je za jamo te velikosti velika raznovrstnost. Vodna favna je značilna za plitvo kraško podzemlje (t. i. epikras oz. epikraška favna); te živali se ne razmnožujejo v jami, kjer je premalo hranil, temveč v špranjah med skalami, od koder jih močnejši vodni tokovi odplavljajo v jamo. Posledično je v odvzetih vzorcih razmeroma malo odraslih osebkov.

## Zgodovina raziskav
Jama je bila zaradi dostopnosti verjetno poznana že najzgodnejšim prebivalcem tega območja, vendar materialnih virov o tem ni. Strokovno so jo pričeli raziskovati v 19. stoletju, ko jo je obiskalo več uglednih prirodoslovcev, med njimi Avstrijec Ferdinand Jožef Schmidt, ki je deloval v Ljubljani in je znan po opisu drobnovratnika, prvega jamskega hrošča na svetu, in Georg Frauenfeld iz Trsta. V jami sta nabrala osebke hroščev in polžev, na podlagi katerih je bilo opisanih več novih vrst in podvrst za znanost. Od obiskovalcev v tem obdobju so ostali tudi podpisi na eni od sten v končni dvorani, skupno okrog 60, pa tudi sajaste stene zaradi bakel in odlomljeni kapniki, ki so jih obiskovalci odnašali kot spominke.
Opisi so vzbudili precejšnje zanimanje in v začetku 20. stoletja so jamo redno obiskovali ugledni slovenski speleologi, kot so Alfonz Gspan, Roman Kenk, Egon Pretner in Albin Seliškar. Ti so prispevali še nekaj opisov novih vrst oz. podvrst kopenskih členonožcev in uraden opis jame ob registraciji (1927), sledilo pa je daljše obdobje rutinskih obiskov, zabeleženih predvsem v obliki zooloških vzorcev v prirodoslovnih zbirkah.
Leta 2000 je jamo obiskal biolog Anton Brancelj z Nacionalnega inštituta za biologijo, ki je odvzel vodne vzorce za raziskave vodnih vretenčarjev. Nepričakovano je v njih našel bogato favno jamskih ceponožnih rakov, med njimi spet nekaj vrst, ki dotlej še niso bile poznane, s tem pa se je pričelo novo obdobje intenzivnih raziskav. Leta 2006 je bil v sodelovanju z Občino Ig zamrežen vhod, jama pa očiščena in pod vodstvom Društva za raziskovanje jam Ljubljana natančno kartirana. V notranjosti je inštitut postavil štiri merilne postaje, ki zbirajo hidrološke in meteorološke podatke, občasno (glede na program raziskav) pa so postavljene tudi pasti za talne in vodne živali. Od leta 2009 stoji v bližini vhoda informacijska tabla.
Skupno je bilo po primerkih iz Velike Pasice opisanih 12 taksonov živali, od tega osem vrst in štiri podvrste. Zanje predstavlja jama tipsko lokaliteto. Še za eno vrsto je bil primerek iz Velike Pasice eden od »pomožnih« pri opisu (paratip).
| Takson                                                | Uvrstitev  | Ekološka oznaka |
| ----------------------------------------------------- | ---------- | --------------- |
| Anophthalmus hirtus Sturm, 1853                       | hrošči     | troglobit       |
| Typhlotrechus bilimeki hacqueti Sturm, 1853           | hrošči     | troglofil       |
| Zospeum spelaeum schmidti (Frauenfeld, 1854)          | polži      | troglobit       |
| Aphaobius milleri Schmidt, 1855                       | hrošči     | troglofil       |
| Zospeum amoenum (Frauenfeld, 1856)                    | polži      | troglobit       |
| Bythoxenus subterraneus (Motschulsky, 1859)           | hrošči     | troglobit       |
| Anophthalmus schmidti motschulskyi (Schmidt, 1860)    | hrošči     | troglobit       |
| Chthonius raridentatus Hadži, 1930 (paratip)          | paščipalci | troglobit       |
| Acherosoma largescutatum largescutatum Strasser, 1935 | dvojnonoge | troglobit       |
| Morariopsis dumonti Brancelj, 2000                    | ceponožci  | stigobiont      |
| Elaphoidella millennii Brancelj, 2009                 | ceponožci  | stigobiont      |
| Elaphoidella tarmani Brancelj, 2009                   | ceponožci  | stigobiont      |
| Maraenobiotus slovenicus Brancelj & Karanović, 2015   | ceponožci  | stigobiont      |